# (34170) 2000 QX33
2000 QX33 (asteroide 34170) é um asteroide da cintura principal. Possui uma excentricidade de 0.17190030 e uma inclinação de 4.27108º.
Este asteroide foi descoberto no dia 26 de agosto de 2000 por Paul G. Comba em Prescott.